# Crowded House
Crowded House – pop rockowy zespół utworzony w Melbourne, którego liderem jest nowozelandzki muzyk Neil Finn. Finn jest najbardziej rozpoznawany jako główny wokalista, autor tekstów oraz kierownik i pozostawał nim przez wszystkie „wcielenia” zespołu. Od początku istnienia formacji działali w nim (i niektórzy działają nadal) artyści z Australii (Paul Hester, Nick Seymour, Peter Jones i Craig Hooper), Nowej Zelandii (Neil Finn, Tim Finn i Eddie Rayner) oraz USA (Mark Hart i Matt Sherrod).
Działalność między rokiem 1985 a 1996 przyniosła zespołowi międzynarodową sławę dzięki takim przebojom jak: „Don't Dream It's Over”, „Weather with You”, „Something So Strong”, „Better Be Home Soon”, „It's Only Natural”, czy „Fall At Your Feet”. W 2007 roku powrócili na scenę muzyczną z nowym perkusistą. W tym czasie wydali nowy album Time On Earth, który osiągnął pierwsze miejsce na Australijskiej liście ARIA Albums Chart.

## Historia

### Początki (1984–1986)
Grupa miała ważny wpływ na rozwój australijskiej muzyki rockowej. Neil Finn oraz Paul Hester byli członkami nowozelandzkiego zespołu Split Enz. Zdecydowali oni stworzyć nowy zespół, podczas gdy Split Enz byli w trakcie pożegnalnej trasie koncertowej. W czasie jednego z koncertów Nick Seymour zapytał Neila, czy mógłby przyjąć go do swego nowego projektu muzycznego. Pierwsze wcielenie grupy zostało utworzone w Melbourne w 1985 łącznie z gitarzystą Craigiem Hooperem pod nazwą „The Mullanes”. Podpisali kontrakt z Capitol Records, a następnie przenieśli się do Los Angeles. W tym samym czasie z zespołu odszedł Craig Hooper, przez co zespół postanowił zmienić nazwę zespołu. Pomysłów było wiele, aż w końcu nadano tytuł „Crowded House”, którego inspiracją był zatłoczony dom, w którym przebywali członkowie grupy podczas nagrywania pierwszego albumu. Po tym wydarzeniu, do zespołu został zaproszony Eddie Rayner, nie stając się jednak pełnym członkiem. Początkowo dołączył do grupy na trasie koncertowej w 1988 roku, grając na keyboardzie, później musiał odejść ze względu na problemy rodzinne. Crowded House zostali nazwani przez australijskich fanów „The Crowdies”.

### Pierwsze albumy (1986–1990)
Artyści brali udział w wielu festiwalach mających miejsce w Australii oraz w Nowej Zelandii. Ich debiutancki album Crowded House został wydany w czerwcu 1986 roku. Wytwórnia muzyczna nie spodziewała się, by w szybkim czasie zdobyli oni sławę, co wynikało z nieciekawej promocji. Stawiając czoło trudnościom, formacja grała w wielu klubach i innych miejscach spotkań, by zwrócić na siebie większą uwagę. Pierwszy singel „Mean to Me” zajmował niskie pozycje na amerykańskich listach przebojów, gdyż miernie przedstawiał słuchaczom muzykę graną przez zespół. Dopiero utwór „Don't Dream It's Over” wydany w grudniu 1986 stał się wielkim międzynarodowym hitem, docierając do 2. miejsca listy Billboard Hot 100 w 1987 roku. Teledyski do tych dwóch singli są bardzo autobiograficzne. Przedstawiają one domy artystów oraz drogę do stworzenia „Crowded House”. W czerwcu 1987 album uplasował się na pierwszym miejscu australijskich list przebojów. Trzeci singel „Something So Strong” dotarł do miejsca siódmego, a kolejny „World Where You Live” do miejsca 65. Piąty i ostatni singel „Now We’re Getting Somewhere” nie odniósł dużego sukcesu. Po sukcesie pierwszego albumu, został wydany kolejny Temple of Low Men. Pierwszy singel „Better Be Home Soon” dotarł do 42 miejsca na amerykańskich listach przebojów. Kolejne dwa utwory „Into Temptation” oraz „Sister Madly” stały się najczęściej granymi na koncertach. Ogólnie album nie odniósł dużego sukcesu. Z tego powodu muzycy zdecydowali się ruszyć w krótką trasę koncertową po Australii i Kanadzie w celu szerszej promocji, dodatkowo zapraszając do pracy Marka Harta, jako pomocnika przy koncertach.

### Późniejsze czasy (1991–1994)
Po zakończeniu trasy koncertowej promującej ostatni album, Neil zajął się nagrywaniem albumu wraz ze swym bratem Timem.
W 1991 Crowded House wydali trzeci album pod nazwą Woodface. Singel „Chocolate Cake” wydano jako pierwszy. Został on zabawnie skomentowany w amerykańskich rozgłośniach radiowych, ze względu na jego tekst mówiący o słabości Amerykanów do słodkości i fast-foodów, wspomagających tycie. Drugi singel „Fall at Your Feet” odniósł większy sukces niż jego poprzednik, choć dotarł tylko do miejsca 75 w Ameryce. Ów utwór oraz „Weather with You” stały się znakami rozpoznawczymi zespołu. Ogólnie album jest uznawany za najlepszy w karierze Crowded House. Dwa lata później został nagrany album Together Alone razem z nowym członkiem, gitarzystą Markiem Hartem. Na początku wydano singel „Distant Sun”, a następnie „Private Universe”. Piosenka „Locked Out” została wykorzystana w soundtracku do filmu pt. „Reality Bites”, dzięki czemu jej teledysk zdobył dużą popularność w muzycznych kanałach MTV oraz VH1.

### Zakończenie działalności (1994–1996)
Grupa koncertowała w Europie, gdy zespół opuścił perkusista, Paul Hester. Powodem odejścia było przyjście na świat jego pierwszej córki oraz początki choroby – depresji. Podczas koncertów zastępował go Peter Jones. Po zakończeniu trasy koncertowej, Finn zdecydował się na zakończenie działalności zespołu. W celu podsumowania dokonań formacji nagrano album Recurring Dream, który dotarł do pierwszego miejsca w Australii oraz Wielkiej Brytanii. Oprócz znanych do tej pory utworów zostały umieszczone na płycie trzy nowe: „Instinct”, „Not the Girl You Think You Are” i „Everything Is Good for You”. 24 listopada 1996 roku u stóp Opery w Sydney odbył się pożegnalny koncert zespołu, na który przybyło prawie 200 tys. osób. Oprócz ostatniego składu, wzięli w nim udział również Paul Hester i Tim Finn. Jest on uważany za jeden z najbardziej spektakularnych przedstawień w historii Australii.

### Przerwa w działalności (1996–2006)
Po przerwaniu kariery Crowded House, każdy z członków zajął się solowymi dokonaniami. Neil Finn nagrał kilka albumów oraz wydał dwie płyty w duecie ze swym bratem pod nazwą Finn Brothers.
Peter Jones i Nick Seymour dołączyli do australijskiej grupy Deadstar. Nick opuścił zespół po wydaniu ich trzeciego albumu i wyjechał do Irlandii, gdzie pracował jako producent muzyczny. Peter grał dalej wraz z zespołem do roku 1999, po czym został nauczycielem w jednej ze szkół. Mark Hart dołączył do zespołu Supertramp oraz wydał solowy album.
Paul Hester rozpoczął swą karierę telewizyjną. Po odejściu z Crowded House zaczął występować w amerykańskim programie dla dzieci „The Wiggles”, gdzie znany był jako „Paul the Chef”. Następnie stworzył własny program „Hessie’s Shed” w australijskiej telewizji.
W 1999 Została wydana płyta Afterglow, przedstawiająca niepublikowane utwory Crowded House.
W 2003 roku Hester i Seymour zaczęli grać w grupie Tarmac Adam. Pod koniec tego samego roku Hester został poproszony o poprowadzenie serii australijskiego programu Music Max’s Sessions.
Wznowiona aktywność muzyczna nie pomogła Hesterowi przezwyciężyć postępującej depresji, przez co po wieloletniej walce z chorobą postanowił on odebrać sobie życie wieszając się w parku położonym niedaleko swojego domu w Melbourne 26 marca 2005. W chwili śmierci miał 46 lat.

### Reaktywacja (2007)
W 2007 roku muzycy zdecydowali się wznowić działalność i wydać album Time on Earth, przyjmując do zespołu nowego perkusistę Matta Sherroda. Nową płytę zadedykowali swojemu zmarłemu przyjacielowi, Paulowi Hesterowi, którego śmierć jak twierdzą była inspiracją do nagrania tego albumu. W lipcu 2007 roku wystąpili na koncercie Live Earth w Sydney.
18 lipca 2008, zespół wystąpił po raz pierwszy w Polsce, w sopockiej Operze Leśnej.

## Dyskografia
Albumy:
| Rok  | Tytuł             |
| ---- | ----------------- |
| 1986 | Crowded House     |
| 1988 | Temple of Low Men |
| 1991 | Woodface          |
| 1993 | Together Alone    |
| 2007 | Time on Earth     |
| 2010 | Intriguer         |

Notowane single:
| Rok  | Tytuł                 | Pozycja na Liście |
| Rok  | Tytuł                 | LP3               |
| ---- | --------------------- | ----------------- |
| 1987 | Don’t Dream It’s Over | 5                 |
| 1987 | Something So Strong   | 40                |
| 1988 | Sister Madly          | 31                |
| 1992 | Weather with You      | 23                |
| 1994 | Nails in My Feet      | 20                |

## Członkowie grupy

### Skład obecny
- Neil Finn: wokal, gitara, fortepian (1985–1996, 2007-)
- Nick Seymour: gitara basowa (1985–1996, 2007-)
- Mark Hart: gitara, keyboard (1992–1996, 2007-)
- Matt Sherrod: perkusja (2007–)

### Dawni członkowie
- Paul Hester: perkusja, wokal (1985–1994, 1996) (główny członek, współzałożyciel)
- Tim Finn: gitara, wokal (1991–1992)
- Eddie Rayner: keyboard (1986–1989) (pomoc na koncertach)
- Peter Jones: perkusja (1994–1996) (pomoc na koncertach)
- Craig Hooper: gitara (1985) (odszedł przed wydaniem pierwszego albumu)